# Luchttemperatuur

Gemiddelde temperatuur per maand.

Bij lage zonnestand wordt de zonnewarmte over een veel groter oppervlak verdeeld dan bij hoge zonnestand.

De dagelijkse gang van de inkomende en uitgezonden straling. Onder meer door convectie ligt de piek van de uitgezonden aardse straling 3 tot 4 uur na 12 uur zonnetijd.

De luchttemperatuur is de temperatuur van de buitenlucht. Bij weerstations wordt deze gemeten in graden Celsius op een hoogte van anderhalve meter boven een open grasvlakte. Opwarming van de atmosfeer vindt deels plaats door de inkomende kortgolvige zonnestraling, maar vooral door de uitgaande langgolvige aardse straling vanaf het aardoppervlak. Van de uitgaande straling wordt 82% geabsorbeerd door de broeikasgassen in de atmosfeer. Daardoor is de gemiddelde temperatuur op aarde geen −18°C, maar 15°C.

## Verschillen
Astronomische factoren hierbij zijn de verschillen in de hoogte van de zon, de duur van de dag en de afstand van de aarde tot de zon. Door het verschil in hoogte van de zon valt het zonlicht rond de polen op een groter gebied dan rond de evenaar. Daarom is de insolatie, de hoeveelheid licht die op een stukje aardoppervlak invalt, en daarmee de opwarming van het aardoppervlak rond de evenaar veel hoger.
Ook doordat het aardoppervlak niet homogeen van samenstelling is, ontstaan er temperatuurverschillen in de atmosfeer. Geografische factoren zijn de land-zee-ijs-verdeling, het reliëf van het aardoppervlak en de hoogte boven zeeniveau. Land warmt sneller op dan water, maar koelt ook sneller af. De luchttemperatuur zal dus sterker variëren boven land dan boven zee.
Dit kan worden weergegeven met isothermenkaarten met daarin lijnen van gelijke temperatuur. De orografie is hierop ook van invloed, doordat de temperatuur in de troposfeer afneemt met de hoogte. Daarom worden isothermenkaarten ook wel herleid tot zeeniveau, zodat hoogteverschillen geen rol meer spelen en de invloed van de breedte en de verschillen in aardoppervlak duidelijker zijn. Bij een homogeen aardoppervlakte zouden de isothermen samenvallen met de parallellen. Aangezien dit niet het geval is, zijn er vooral op het noordelijk halfrond golven in het isothermenpatroon. Een belangrijke invloed hierbij zijn de zeestromen en opwellingen. Daardoor buigen de isothermen aan de oostzijde van de oceanen op lagere breedte dan 40° af naar de evenaar. Boven de 40° buigen de isothermen op noordelijk halfrond aan de oostzijde van de oceanen af naar het noorden door de warme zeestromen en winden. De invloed van het reliëf op de luchtstromingen is ook terug te vinden in de isothermen.

### Koude en warme massa
Op basis van het verschil tussen de luchttemperatuur en de temperatuur van het onderliggend aardoppervlak wordt onderscheid gemaakt tussen koude en warme massa. Bij warme massa is de temperatuur van de lucht hoger dan die van het aardoppervlak, zodat de lucht afgekoeld wordt. Bij koude massa is de temperatuur van de lucht lager dan die van het aardoppervlak en wordt de lucht opgewarmd.

### Luchtsoorten
Temperatuursverschillen komen ook voor op het grensvlak tussen luchtsoorten. Dit grensvlak wordt front genoemd en gaat gepaard met duidelijke weersverschijnselen. Fronten kunnen onder meer geografisch ingedeeld worden. Zo is het arctische front het grensvlak tussen arctische lucht (AL) en polaire lucht (PL) en het polaire front tussen polaire lucht en tropische lucht (TL). Door de grote temperatuursverschillen tussen de warme en koude massa is dit laatste het belangrijkste geografische front. Het equatoriale front ligt tussen equatoriale lucht (EL) van het noordelijk en het zuidelijk halfrond, maar dit wordt vanwege het geringe verschil tussen de luchtsoorten aan weerszijden meestal de intertropische convergentiezone (ITCZ) genoemd.

### Jaarlijkse gang
Tijdens de zomer verschuiven de isothermen naar hogere breedte, terwijl deze gedurende de winter naar lagere breedte verschuiven. Bij een zeeklimaat heeft de luchttemperatuur een kleine jaarlijkse gang. De jaarlijkse gang varieert ook met de breedtegraad. In de tropen bedraagt deze maar enkele graden en is de dagelijkse gang vaak groter. In de westenwindgebieden op het noordelijk halfrond is het verschil tussen de oost- en westkust van de oceanen opvallend. In de Atlantische Oceaan is dit verschil nog groter dan in de Grote Oceaan. De westelijke winden voeren in West-Europa zachte, vochtige oceaanlucht aan van boven de Golfstroom. Aan de Amerikaanse kust wordt echter vooral koude continentale lucht aangevoerd. De jaarlijkse gang boven West-Europa is dan ook een stuk kleiner dan die van de oostkust van Amerika. De grootste jaarlijkse gang is die boven de continenten.
De thermische evenaar hangt af van de topografie van een gebied. Zeestromingen en gebergtes zorgen ervoor dat de temperatuursgradiënt niet op elke lengtegraad gelijk is, zodat de thermische evenaar niet overal gelijk is aan de geografische evenaar. Gemiddeld ligt deze echter op ongeveer 5°N.

### Extremen
Bij de temperatuurextrema komen de hoogste temperaturen voor in de woestijngebieden van de Sahara en de Thar en de laagste in Oost-Siberië en op Antarctica.

### Dagelijkse gang
De dagelijkse gang ontstaat door het verschil in opwarming door zonnestraling gedurende de dag. De ontvangen hoeveelheid zonnestraling begint vanaf zonsopkomst, bereikt een maximum rond het middaguur en neemt daarna weer af tot aan zonsondergang. De aarde straalt een deel van deze warmte weer uit als aardse straling. Omdat dit effect naijlt, warmt de aarde ook na het middaguur nog op.

## Verticaal temperatuurverloop
Het verticale temperatuurverloop wordt vaak gebruikt als basis voor de indeling van de atmosfeer in lagen. Deze lagen zijn gescheiden door pauzes, die de bovengrens van elke laag vormen. Deze grenzen verlopen over het algemeen niet scherp. De hoogtes zijn niet overal op aarde gelijk en variëren ook met de dagelijkse en jaarlijkse gang. Op de polen liggen de grenzen vaak lager dan op de evenaar.
- troposfeer - 0 - 6/18 km, temperatuur neemt af met de hoogte
- stratosfeer - 6/18 - 50 km, temperatuur neemt toe met de hoogte
- mesosfeer - 50 - 80/85 km, temperatuur neemt af met de hoogte
- thermosfeer - 80/85 - 640-700 km, temperatuur neemt toe met de hoogte
- exosfeer - 700 tot 800 km

De grenzen tussen deze lagen heten de tropopauze, stratopauze en mesopauze.

### Troposfeer
In de troposfeer koelt de lucht af bij benadering volgens een adiabatisch proces; er vindt geen warmte-uitwisseling plaats met de omgeving. Bij droog-adiabatische processen daalt de temperatuur per 100 m stijging met 1°C, de droog-adiabatische temperatuurgradiënt {\displaystyle \gamma _{d}}. Bij verzadigd-adiabatische processen kan lucht bij lagere temperatuur minder waterdamp bevatten en zal er condensatie optreden. Hierbij komt warmte vrij, waardoor de temperatuur met minder dan 0,5°C per 100 m afneemt, de verzadigd-adiabaat {\displaystyle \gamma _{s}}. Gemiddeld neemt de temperatuur in de troposfeer daardoor 6,5°C per km af. Er komen echter tropopauzebreuken voor met een ander temperatuurverloop. Dit is onder meer het geval bij de straalstromen.

### Atmosferische stabiliteit
Als de temperatuur van een luchtbel afwijkt van de heersende adiabaat, dan heeft dit invloed op de atmosferische stabiliteit, de mate van weerstand tegen verticale luchtbewegingen. Bij onstabiele lucht komen veel buien voor en is de wind vaak vlagerig. Door onstabiele lucht treedt warmtetransport in de atmosfeer op. Bij stabiele lucht is eventuele neerslag gelijkmatiger, net als de wind en kan luchtvervuiling lang blijven hangen met smog als gevolg. Onstabiele lucht kan veroorzaakt worden door verwarming onderin, door afkoeling boven en door optilling.
Om een indicatie van de stabiliteit te verkrijgen, wordt wel gewerkt met de potentiële temperatuur waarmee de invloed op de temperatuur van de met toenemende hoogte afnemende luchtdruk wordt vereffend. Zo kan bepaald worden of lucht op verschillende hoogtes tot dezelfde luchtsoort hoort. Met de virtuele temperatuur wordt het effect van de luchtvochtigheid vereffend.

### Abnormale geluidsvoortplanting
Als de temperatuur met de hoogte afneemt, buigen geluidsgolven af naar boven, terwijl de geluidssnelheid toeneemt en de geluidsgolven naar beneden afbuigen als de temperatuur toeneemt met de hoogte. Het eerste is het geval in de troposfeer, het laatste gebeurt in de stratopauze op ongeveer 50 km hoogte. Via de bovenste lagen van de stratosfeer kan hierdoor abnormale geluidsvoortplanting optreden als het geluid in een grote boog de aarde weer bereikt. Geluid kan dan op afstanden van meer dan 200 km worden waargenomen, terwijl dit fenomeen zich kan herhalen door weerkaatsing tegen het aardoppervlak waarbij een tweede zone van abnormale hoorbaarheid voorkomt.

## Ervaringstemperatuur
Hoe temperatuur ervaren wordt, hangt af van de relatieve luchtvochtigheid, de windsnelheid en de straling van de zon. De invloed van de luchtvochtigheid wordt weergegeven met de hitte-index, terwijl met de gevoelstemperatuur wordt aangegeven in hoeverre de wind de temperatuur kouder laat aanvoelen.
De relatieve vochtigheid kan worden bepaald aan de hand van de dauwpuntstemperatuur en de natteboltemperatuur en het verschil met de drogeboltemperatuur, de gewone luchttemperatuur.